# Mszczuja
Mszczuja – staropolskie imię żeńskie. Odpowiednik męskiego imienia Mszczuj, które jest najprawdopodobniej wariantem imienia Mściwuj.
Mszczuja imieniny obchodzi 2 czerwca.